# Alameda Central
Az Alameda Central Mexikóváros legrégebbi parkja. A spanyol nyelvben az alameda szót általában is használják a fákkal beültetett sétányokra, de eredeti jelentése nyárfás, így a park neve lefordítva: központi nyárfás.

## Története
A parkot 1592 körül létesítették Luis de Velasco y Castilla új-spanyolországi alkirály kezdeményezésére, így ez lett a mai Mexikó első közparkja. Nevét az északi és déli szélén nagy számban elültetett nyárfákról (spanyolul: álamo) kapta, igaz, ezeket később kőrisekkel és füzekkel helyettesítették. A gyarmati időszakban a magasabb osztálybeliek kedvelt pihenőhelyeként szolgált, még egy rácsot is építettek köré, hogy az „egyszerű” emberek bejutását megakadályozzák. V. Fülöp spanyol király idejére kissé elhanyagolttá vált a terület, így az ő kezdeményezésére szökőkutakat létesítettek és új fákat ültettek bele. A 19. században jelentős változások történtek: elbontották a rácsot, megszüntették a parkot körbevevő vizesárkokat, átalakították a kerteket, 1853-ban megépítették a központi szökőkutat, 1892-ben pedig bevezették a villanyvilágítást. A II. Mexikói Császárság idején a park Sarolta császárné egyik kedvenc helye volt, ő ültettetett bele sok rózsát, és az ő adománya volt a központi szökőkút is.

## Leírás
Az Alameda Central Mexikóváros történelmi belvárosában, Cuauhtémoc kerületben található. Alakja megközelítőleg téglalap, bár keleti oldala valamivel rövidebb, a nyugati pedig valamivel hosszabb, mint 200 méter. Hosszúsága mintegy 450 méter. Alaprajzát hosszában egy, keresztben három egyenes sétány osztja egyenlő részekre, emellett átlói mentén és oldalfelezőpontjait összekötve is húzódnak utak. Minden egyes metszéspontban valamilyen szobor vagy szökőkút helyezkedik el. A központban áll a Vénusz-szökőkút, ezen kívül pedig még hét másik hasonló található a parkban: a Las Américas, a Danaidák, a Neptunusz, a Nimfák 1, a Nimfák 2, a Merkúr és a Tavasz. A park déli oldalának közepén található az 1910-ben felavatott Hemiciclo a Juárez nevű emlékmű, keleti oldalán pedig egy Beethoven-szobor, amelyet egy Gladembech nevű német szobrász készített, és amelyet 1921-ben adományoztak a városnak. A terület négy sarkán négy új, LED-es világítású szökőkutat létesítettek, amelyek vízmagassága akár a 20 métert is elérheti. Az Alamedát keletről határoló Szépművészeti Palotát Porfirio Díaz elnök építtette a 20. század elején, ettől délre és délkeletre áll a város különböző időszakokban legmagasabbnak számító egy-egy épülete: az Edificio La Nacional és a Torre Latinoamericana.
A park közelében két metróállomás található: északkeleti részén a Bellas Artes (2-es és 8-as vonal), északnyugaton az Hidalgo (2-es vonal).

## Képek

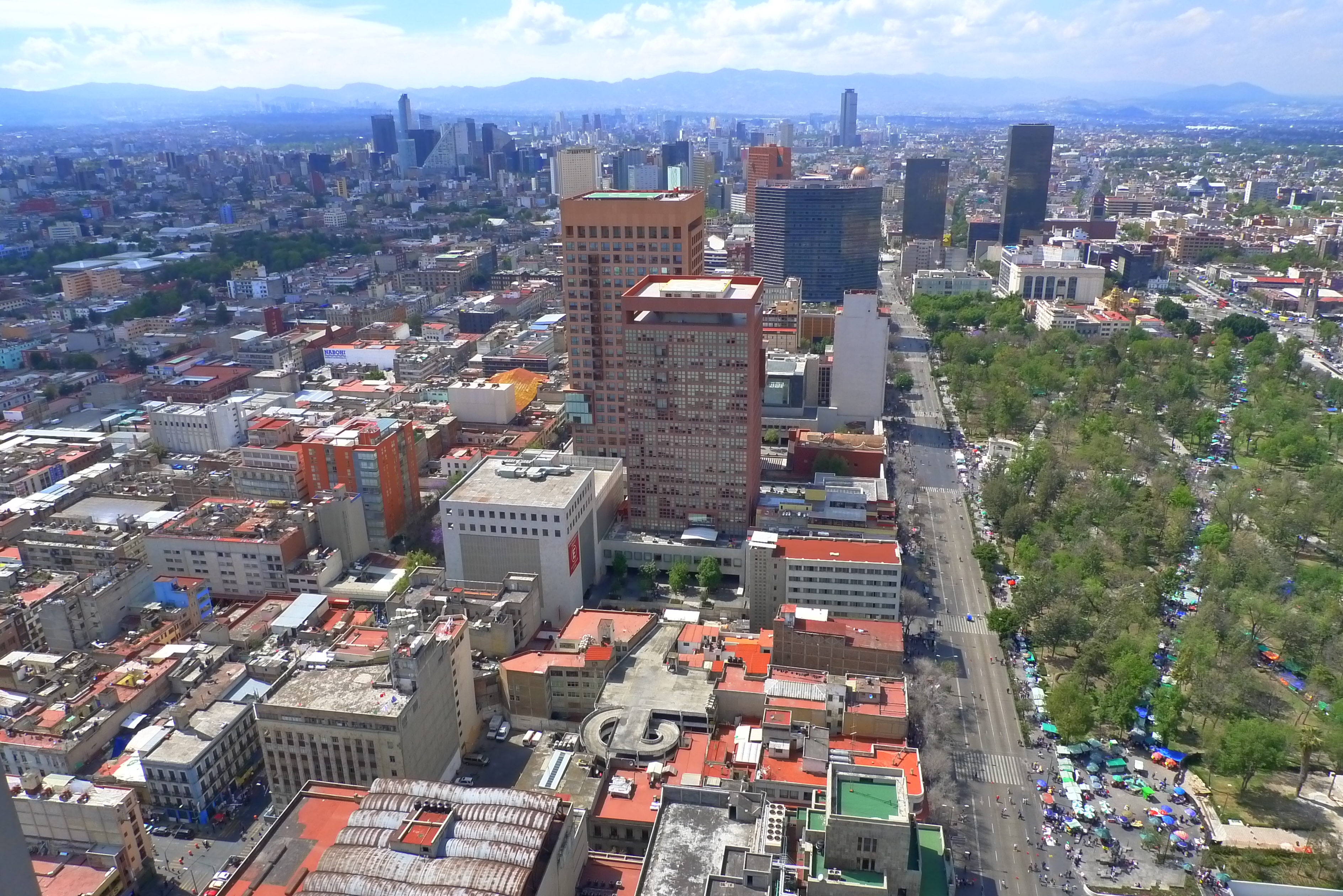
A park és környezete
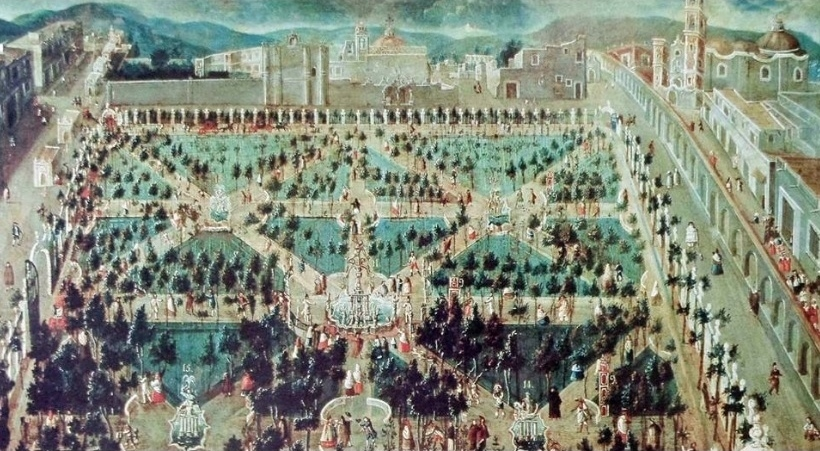
A 18. században
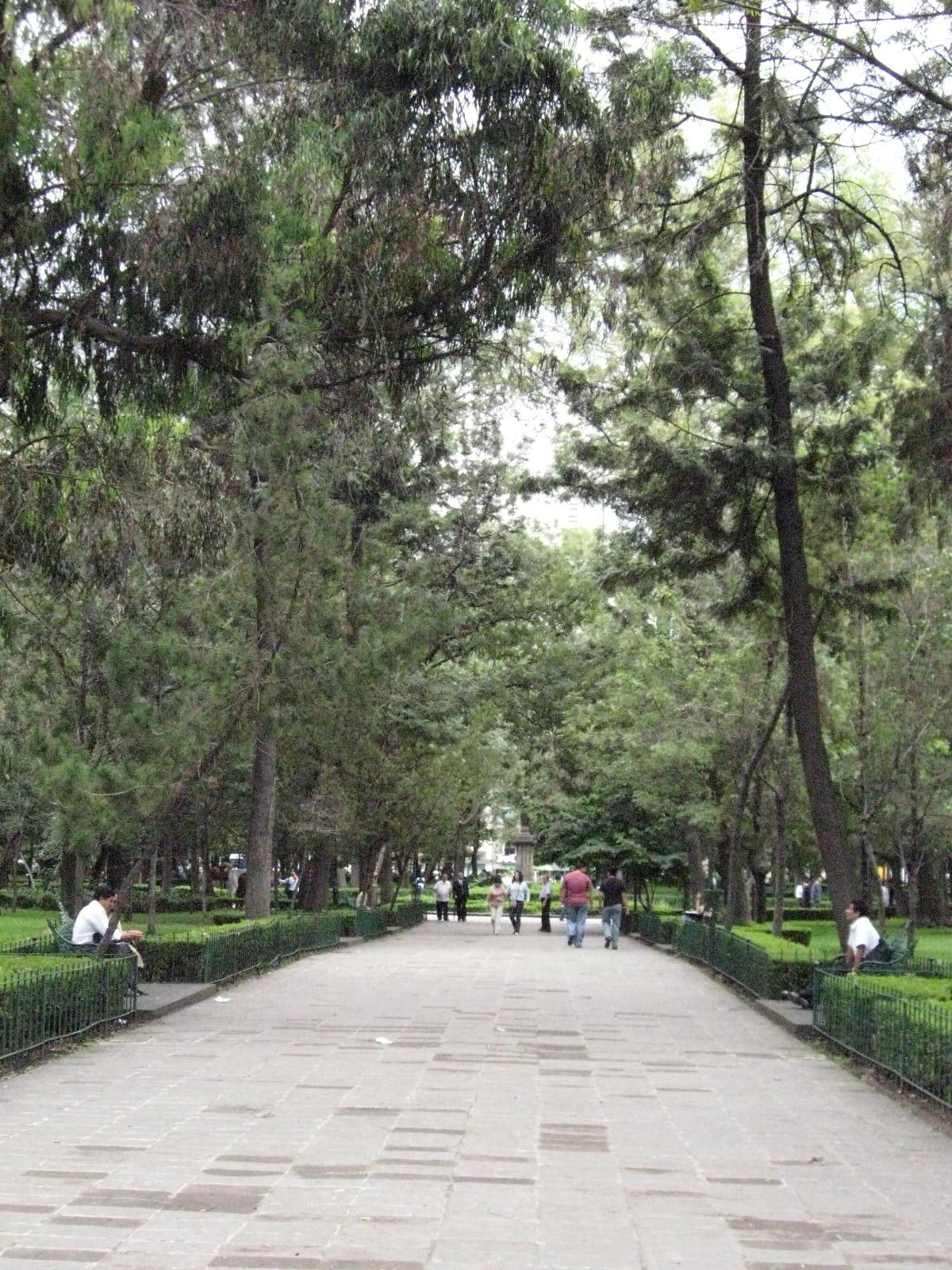
Sétány
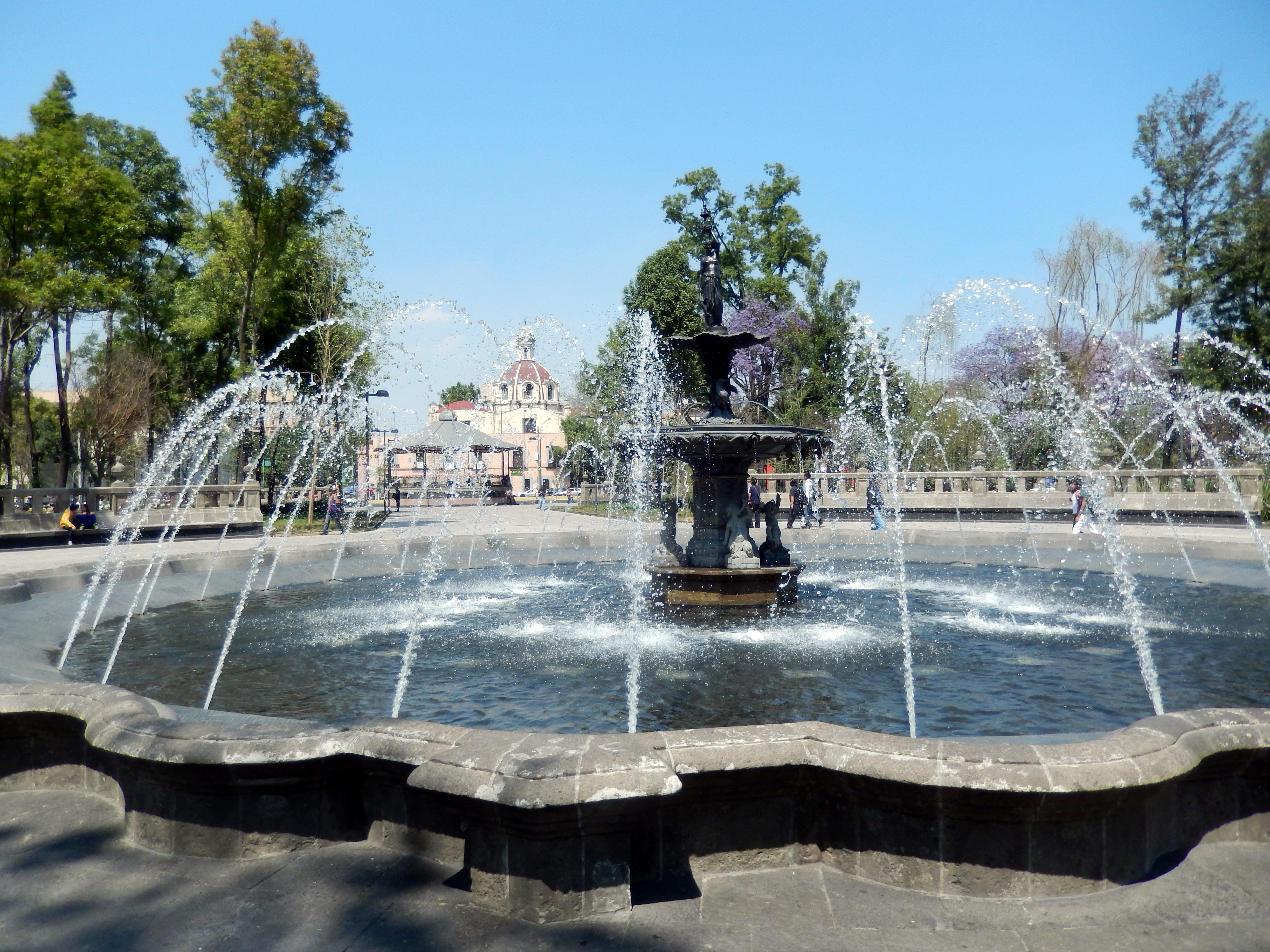
A központi szökőkút
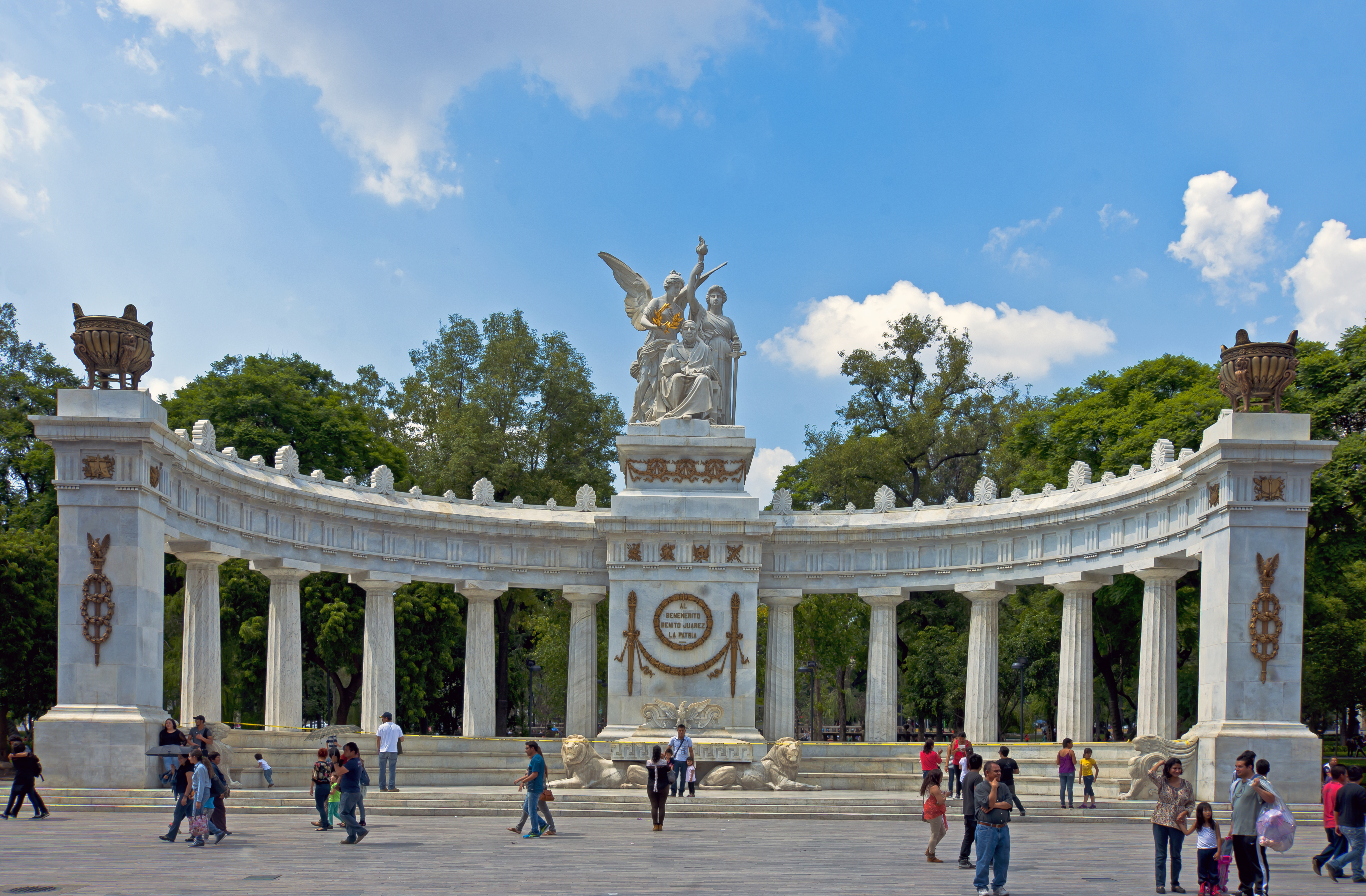
Az Hemiciclo a Juárez